# Turnagain Heights

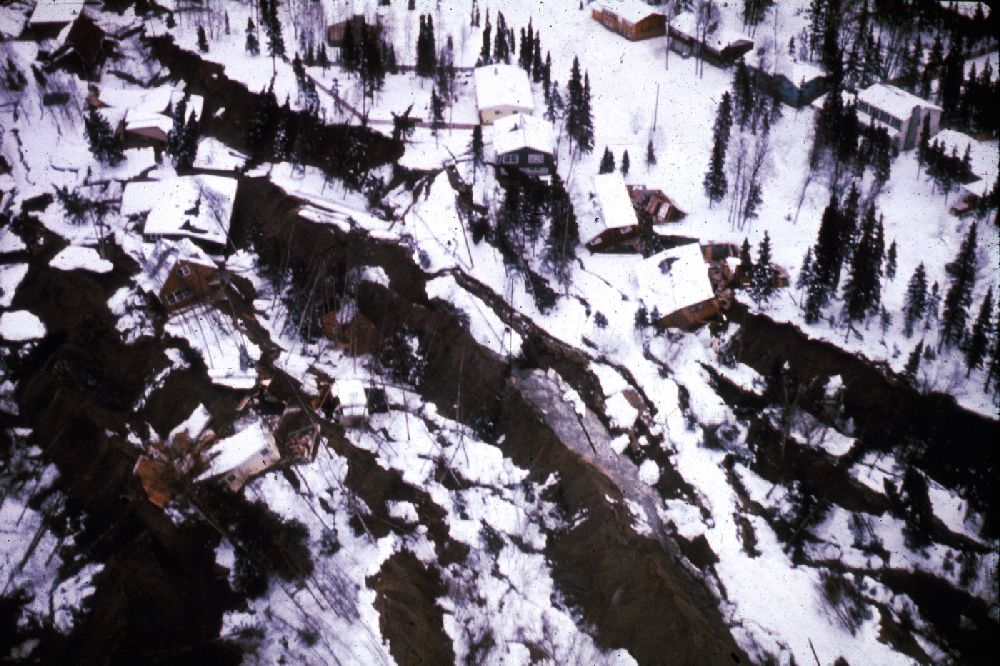
Bild på jordskredet i Turnagain Heights

Turnagain Heights är ett bostadsområde i Anchorage, Alaska, som är mest känt för ett stort jordskred som utlöstes av det våldsamma Långfredagsskalvet 1964. Ungefär 75 hem förstördes av jordskredet och delar av bostadsområdet har aldrig återuppbyggts sedan dess; i stället har man bevarat området i ett reservat kallat Earthquake Park. Jordskredet var så omfattande att två hus som ursprungligen stod mer än två fotbollsplaner från varandra kolliderade. Anledningen till att jordskalvet fick så omfattande konsekvenser i Turnagain Heights är att området byggdes på ett tjockt lager av kvicklera som håller sig fast under normala förhållanden men övergår i flytande form när den skakas.

## Läs mer
- Långfredagsskalvet i Alaska 1964
- Jordskred